# جوني باورز
جوني باورز هو مصارع محترف كندي، ولد في 20 مارس 1943 في هاميلتون في كندا.

## روابط خارجية
- جوني باورز على موقع CageMatch worker (الإنجليزية)
- جوني باورز على موقع عالم المصارعة على الإنترنت (الإنجليزية)